# Bataille de Ramadi (2006)
Pour les articles homonymes, voir bataille de Ramadi.
Ne doit pas être confondu avec bataille d'Al-Anbar.
Guerre d'Irak
La première bataille de Ramadi fut livrée pendant la guerre d'Irak de juin à novembre 2006 pour le contrôle de la capitale de la province d'Al-Anbar dans l'ouest de l'Irak.

## Contexte historique
Depuis la chute de Falloujah en 2004, Ramadi était devenu un important centre de coordination de l'insurrection irakienne. Située à 110 kilomètres à l'ouest de la capitale Bagdad, la ville d'un demi-million d'habitants était début 2006 majoritairement sous le contrôle des troupes d'Al-Qaïda en Irak, à l'exception de quelques postes avancés de l'US Marine.

## Historique de la bataille

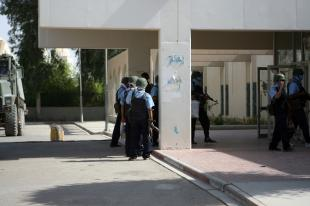
La police irakienne se prépare à entrer dans l'hôpital de Ramadi, 5 juillet 2006.

Une force combinée de soldats de l'US Army, du Corps des Marines des États-Unis et du SEAL ainsi que de l'armée irakienne fut déployée sur place afin de combattre les positions insurgées et capturer les lieux-clés de Ramadi dont le centre gouvernemental et l'hôpital général. La stratégie de la Coalition s'appuie sur l'envoi de patrouilles dans toute la ville.
Au cours de la bataille de Ramadi en 2006, la 1ère division blindée a développé une nouvelle stratégie qui a renversé la situation des forces de la coalition. Nommé SCHB (signifie Seize, Clear, Hold, Build (saisir, dégager, tenir, construire)). On envoie une unité militaire dans une section de la ville contrôlée par l'ennemi qui prend un bâtiment ou un point clé. Ensuite, on élimine les insurgés restants dans le secteur et maintient la ligne avec les forces principale. En empêchant l'ennemi de reprendre le secteur, on construit un avant-poste de combat pour établir une présence permanente. Cela empêche l'ennemi de reprendre le secteur après l'avoir nettoyé.
Michael A. Monsoor, membre du SEAL se vit décerner la Medal of Honor à titre posthume pour son héroïsme et sa bravoure lors de la bataille : le 29 septembre, il se jette sur une grenade afin de sauver les autres membres de son escouade. Ce dernier avait déjà reçu la Silver Star en mai de la même année pour avoir sauvé un coéquipier blessé.
La bataille a également marqué la première utilisation par les insurgés de bombes au chlore : le 26 octobre, une voiture piégée explose avec deux réservoirs de chlore de 100 livres, tuant 2 policiers irakiens et un civil à Ramadi.
Le 15 novembre, la ville fut déclarée sécurisée. 80 soldats américains furent tués et 200 autres blessés tandis que les pertes des insurgés s’élevaient à 750 tués selon les estimations américaines.